# Auro
Auro Álvaro da Cruz Junior (Jaú, 23 de enero de 1996), más conocido como Auro, es un futbolista brasileño que juega como defensa en el Muharraq Club de la Liga Premier de Baréin.

## Selección nacional
Auro ha sido internacional con la selección de Brasil en las categorías inferiores sub-17, sub-20 y sub-21.
En 2014 fue parte del plantel sub-21 que participó del Torneo Esperanzas de Toulon y se coronó campeón, tras vencer al local, Francia, en la final.

### Participaciones en categorías inferiores
| Competición                            | Sede                   | Resultado        | Partidos | Goles |
| -------------------------------------- | ---------------------- | ---------------- | -------- | ----- |
| Campeonato Sudamericano Sub-17 de 2013 | Argentina              | Tercer puesto    | 9        | 0     |
| Copa Mundial Sub-17 de 2013            | Emiratos Árabes Unidos | Cuartos de final | 5        | 0     |
| Torneo Esperanzas de Toulon de 2014    | Francia                | Campeón          | 1        | 0     |
| Campeonato Sudamericano Sub-20 de 2015 | Uruguay                | Cuarto puesto    | 3        | 0     |

## Estadísticas
Actualizado al 8 de diciembre de 2024.
| Club                          | Div.          | Temporada     | Liga  | Liga  | Estatal | Estatal | Copas nacionales | Copas nacionales | Torneos internacionales | Torneos internacionales | Total | Total |
| Club                          | Div.          | Temporada     | Part. | Goles | Part.   | Goles   | Part.            | Goles            | Part.                   | Goles                   | Part. | Goles |
| ----------------------------- | ------------- | ------------- | ----- | ----- | ------- | ------- | ---------------- | ---------------- | ----------------------- | ----------------------- | ----- | ----- |
| São Paulo F. C. · Brasil      | 1.ª           | 2014          | 12    | 0     | 0       | 0       | 0                | 0                | 2                       | 0                       | 14    | 0     |
| São Paulo F. C. · Brasil      | 1.ª           | 2015          | 10    | 0     | 6       | 0       | 0                | 0                | 0                       | 0                       | 16    | 0     |
| C. A. Linense · Brasil        | 4.ª           | 2016          | 0     | 0     | 1       | 0       | 1                | 0                | ―                       | ―                       | 2     | 0     |
| C. A. Linense · Brasil        | Total club    | Total club    | 0     | 0     | 1       | 0       | 1                | 0                | 0                       | 0                       | 2     | 0     |
| São Paulo F. C. · Brasil      | 1.ª           | 2016          | 6     | 0     | 0       | 0       | 0                | 0                | 0                       | 0                       | 6     | 0     |
| São Paulo F. C. · Brasil      | Total club    | Total club    | 28    | 0     | 6       | 0       | 0                | 0                | 2                       | 0                       | 36    | 0     |
| América Mineiro · Brasil      | 2.ª           | 2017          | 0     | 0     | 14      | 0       | 2                | 0                | ―                       | ―                       | 16    | 0     |
| América Mineiro · Brasil      | Total club    | Total club    | 0     | 0     | 14      | 0       | 2                | 0                | 0                       | 0                       | 16    | 0     |
| Toronto F. C. · Canadá        | 1.ª           | 2018          | 18    | 0     | ―       | ―       | 1                | 0                | 8                       | 0                       | 27    | 0     |
| Toronto F. C. · Canadá        | 1.ª           | 2019          | 27    | 0     | ―       | ―       | 1                | 0                | 2                       | 0                       | 30    | 0     |
| Toronto F. C. · Canadá        | 1.ª           | 2020          | 20    | 0     | ―       | ―       | 0                | 0                | ―                       | ―                       | 20    | 0     |
| Toronto F. C. · Canadá        | 1.ª           | 2021          | 25    | 0     | ―       | ―       | 2                | 0                | 4                       | 0                       | 31    | 0     |
| Toronto F. C. · Canadá        | Total club    | Total club    | 90    | 0     | 0       | 0       | 4                | 0                | 14                      | 0                       | 108   | 0     |
| Santos F. C. · Brasil         | 1.ª           | 2022          | 8     | 0     | 3       | 0       | 1                | 0                | 3                       | 0                       | 15    | 0     |
| Santos F. C. · Brasil         | Total club    | Total club    | 8     | 0     | 3       | 0       | 1                | 0                | 3                       | 0                       | 15    | 0     |
| F. C. Ordabasy · Kazajistán   | 1.ª           | 2023          | 20    | 1     | ―       | ―       | 5                | 0                | 2                       | 0                       | 27    | 1     |
| F. C. Ordabasy · Kazajistán   | Total club    | Total club    | 20    | 1     | 0       | 0       | 5                | 0                | 2                       | 0                       | 27    | 1     |
| F. C. Torpedo Kutaisi Georgia | 1.ª           | 2024          | 19    | 0     | ―       | ―       | 2                | 0                | 2                       | 0                       | 23    | 0     |
| F. C. Torpedo Kutaisi Georgia | Total club    | Total club    | 19    | 0     | 0       | 0       | 2                | 0                | 2                       | 0                       | 23    | 0     |
| Total carrera                 | Total carrera | Total carrera | 165   | 1     | 24      | 0       | 15               | 0                | 23                      | 0                       | 227   | 1     |

## Palmarés

### Títulos nacionales
| Título                          | Club                  | País       | Año  |
| ------------------------------- | --------------------- | ---------- | ---- |
| Campeonato Canadiense de Fútbol | Toronto F. C.         | Canadá     | 2018 |
| Liga Premier de Kazajistán      | F. C. Ordabasy        | Kazajistán | 2023 |
| Supercopa de Georgia            | F. C. Torpedo Kutaisi | Georgia    | 2024 |